# إتش إم إس ساندويتش
إتش إم إس ساندويتش (L12) (بالإنجليزية: HMS Sandwich (L12)) كانت سفينة من فئة بريدج ووتر تابعة للبحرية الملكية البريطانية. خُدمت بشكل رئيسي خلال الحرب العالمية الثانية في أدوار مرافقة القوافل والدوريات البحرية. سُمّيت باسم بلدة ساندويتش في مقاطعة كينت الإنجليزية.

## تاريخ البناء
تم بناء السفينة في حوض بناء السفن هاورث كلارك بمدينة سندرلاند، حيث وُضع هيكلها في عام 1927، وتم تدشينها في 29 أغسطس 1928، ودخلت الخدمة الفعلية في 23 أبريل 1929.

## الخدمة المبكرة
قبل اندلاع الحرب العالمية الثانية، خُدمت ساندويتش في المستعمرات البريطانية، لا سيما في محطات الشرق الأقصى. وقد شاركت في مهام المراقبة والحماية البحرية على السواحل الآسيوية والإفريقية خلال ثلاثينيات القرن العشرين.

## الحرب العالمية الثانية
مع اندلاع الحرب العالمية الثانية، تم نقل السفينة إلى المياه الأوروبية، حيث استخدمت كسفينة مرافقة لحماية القوافل التجارية من تهديدات الغواصات الألمانية (يو بوت)، خاصة في المحيط الأطلسي وقبالة السواحل البريطانية.
كما شاركت السفينة في مهام إزالة الألغام، ودوريات مضادة للغواصات، وكانت جزءًا من أسطول الحماية للقوافل التي تنقل الإمدادات الحيوية إلى المملكة المتحدة خلال سنوات الحرب.

## نهاية الخدمة
بعد انتهاء الحرب في عام 1945، تم سحب السفينة من الخدمة الفعلية، وأُخرجت رسميًا من الأسطول الملكي في عام 1946. لاحقًا، تم بيعها إلى شركة خاصة لتفكيكها وإعادة تدويرها في نفس العام.

## مواصفات فنية مختصرة
- الإزاحة: حوالي 1,190 طنًا
- الطول: 91 مترًا
- السرعة القصوى: 16 عقدة بحرية
- الطاقم: حوالي 100 فرد
- التسليح: مدافع من عيار 4 إنش، ومدافع مضادة للطائرات، وقاذفات شحنات عمق ضد الغواصات

## إرث وخدمة تاريخية
تُعد إتش إم إس ساندويتش واحدة من السفن الصغيرة التي لعبت دورًا هامًا في الحفاظ على خطوط الإمداد خلال أصعب فترات الحرب، ويُذكر اسمها ضمن سجلات البحرية البريطانية كسفينة خدمت بأمانة طوال فترة الحرب.